# Анди Си
Анди Си (Andy C), псевдоним на Андрю Кларк, е британски диджей и продуцент.
Често наричан най-великият дръм-енд-бейс диджей в света, Анди Си е известен със скоростното си миксиране, често дори на 3 грамофона. Обичайно за него е миксирането на класически тракове с най-новите плочи. Причина за огромната му популярност на дръм-енд-бейс сцентата е и фактът, че постоянно се сдобива с най-новите записи преди повечето други диджеи.
Анди Си започва кариерата си като рейв диджей в родния си Есекс на 14-годишна възраст. По-късно се реализира и като продуцент като има съвместни и соло проекти с Ент Майлс, Ориджин Ънноун, както и с Шимон и Рам Трилоджи. Така се раждат незабравими записи като „Titan“, „No Reality“ и „Valley of the Shadows“. Броят на продажбите на култовата плоча от 2002 „Body Rock“ е достатъчен за да влезе в британските поп-чартове, доста рядко явление за дръм-енд-бейс сцената.
Лейбълът Рам Рекърдс, проект на Анди и Ент Майлс, промотира топ диджеи като Шимон, Red One, Moving Fusion и DJ Fresh (известен преди като DJ от Bad Company).

## Миксирани дискове
- „Ram Raiders the Mix“
- „Origin Unknown Present Sound In Motion“
- „Nightlife“
- „Andy C drum&bass arena“
- „Nightlife 2“
- „Fabric Live 18 с DJ Hype“